# John Craig (Mathematiker)
John Craig (* 1663 in Hoddam, Dumfries; † 11. Oktober 1731 in High Holborn, London) war ein schottischer Mathematiker und Theologe. Er war einer der Ersten, der die Differentialrechnung von Gottfried Wilhelm Leibniz aufgriff (zusammen von Jakob I Bernoulli und dessen Bruder Johann I Bernoulli).

## Leben
Craig war der Sohn eines Pfarrers und studierte ab 1684 in Edinburgh mit dem Magister Artium 1687. Er war dort Schüler von David Gregory. Noch als Student in Edinburgh ging er 1685 nach Cambridge und veröffentlichte dort eine mathematische Arbeit (Methodus figurarum lineis rectis et curvis comprehensarum quadraturas determinandi), in der erstmals in England die Notation von Gottfried Wilhelm Leibniz für die Ableitung ({\displaystyle {\frac {dy}{dx}}}) benutzt wird. Er zitiert dabei die gerade 1684 erschienene, nicht sehr klare Abhandlung von Leibniz (Nova Methodus) zur Differentialrechnung, auch wenn er nicht tief in sie eindrang. Das war ein Anlass für Leibniz 1686 eine Abhandlung zur genaueren Erklärung zu verfassen (De geometria recondita et analysi indivisibilium atque infinitorum). In einer Abhandlung von Craig aus dem Jahr 1693 (Tractatus mathematicus de figurarum curvilinearum quadraturis et locis geometricis) wird erstmals das Leibnizsche Integralzeichen in England benutzt (entsprechend wurde er auch von Leibniz in den Acta Eruditorum gelobt). Außerdem enthält sie Fortschritte in der analytischen Geometrie von Kegelschnitten. 1689 ging er nach England, wo er verschiedene Positionen als Geistlicher in der Anglikanischen Kirche hatte, so war er ab 1692 Vikar in Potterne in Wiltshire und ab 1696 in Gillingham Major. 1708 wurde er Kanon der Kathedrale von Salisbury. 1726 war er Geistlicher in Gillingham und in seinen letzten Lebensjahren ging er nach London in der Hoffnung dort als Mathematiker Verwendung zu finden.
Craig unterrichtete Mathematik und nahm Schüler in sein Haus auf. Er war mit Isaac Newton, Edmond Halley und Abraham de Moivre freundschaftlich bekannt und hielt Kontakt zu seinem Lehrer Gregory und zu schottischen Mathematikern wie Colin Maclaurin.
1697 bis 1710 veröffentlichte er acht Aufsätze in den Philosophical Transactions der Royal Society (unter anderem über die logarithmische Spirale, die Brachistochrone und Flächenbestimmung). 1711 wurde er Fellow der Royal Society. Er führte Dispute mit Jakob I. Bernoulli und Ehrenfried Walther von Tschirnhaus.
1699 veröffentlichte er ein Buch (Theologiae Christianae Principia Mathematica), in dem er eine Wahrscheinlichkeits-Formel für die Abnahme der Beweiskraft der Evangelien für die Existenz Jesu und dessen Botschaft aufstellte. Die Überlieferung der Botschaft der Evangelien hing nach ihm von der Anzahl der Zeugen ab und denen die sie weiter verbreiteten. Sie nahm mit der Zeit ab und erreichte schließlich null, woraus er eine obere Grenze für den Zeitpunkt des Jüngsten Gerichts ableitete (das Jahr 3144). Während dieser Versuch später meist belächelt wurde, sieht Stephen Stigler darin einen unterschätzten Beitrag zur Wahrscheinlichkeitstheorie (Abschätzung der Wahrscheinlichkeit vergangener Ereignisse aus der späteren Überlieferung mit einem logistischen Modell).
1718 veröffentlichte er ein Buch über Optik (Quibus subjunguntur libri duo de optica analytica), wobei er Newtons Notation der Analysis benutzte und nicht die von Leibniz.